# Handstück (Zahnmedizin)

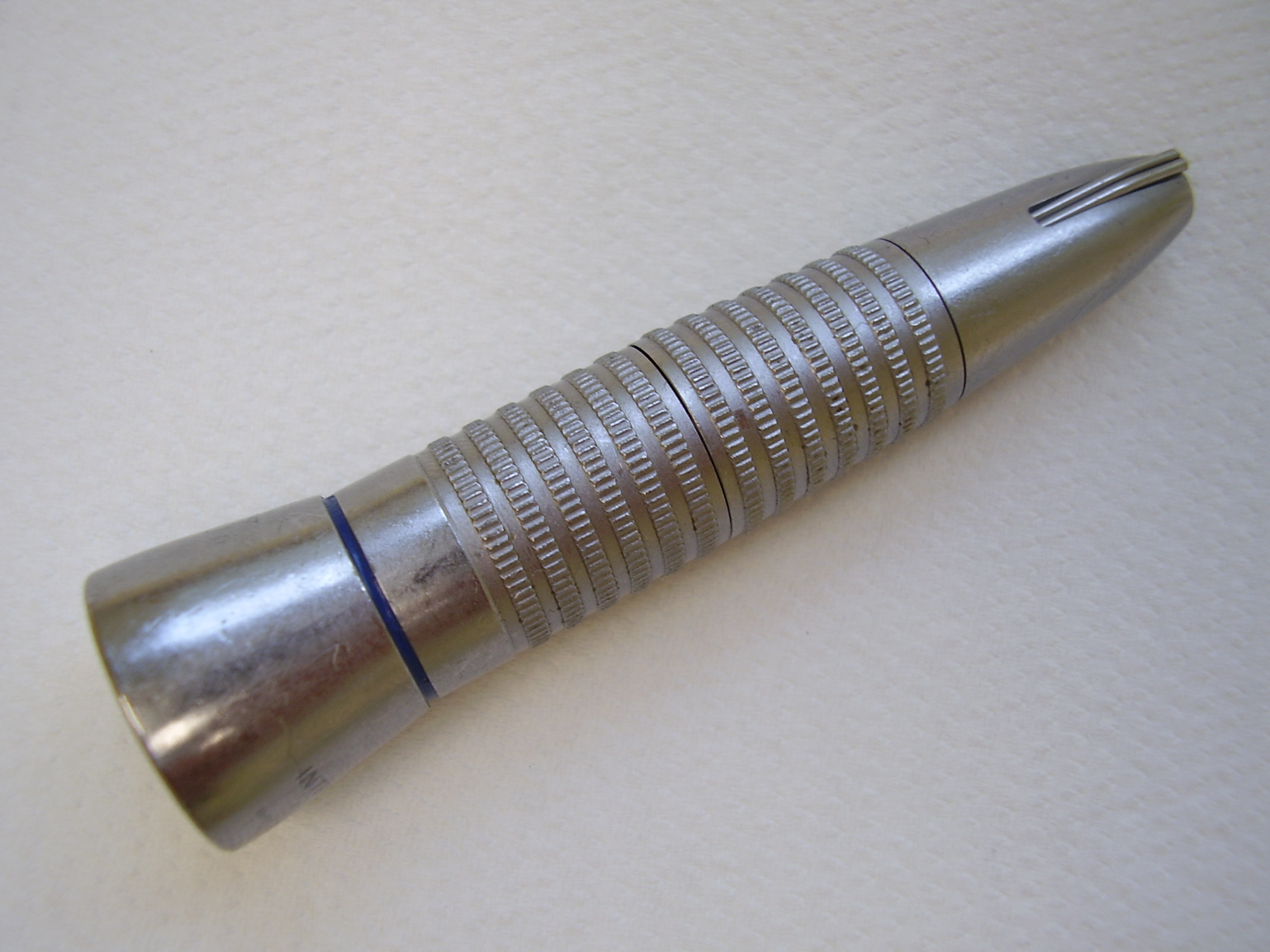
Handstück. Markierung: ein blauer Ring für Übertragung 1:1; Drehzahl max. 40.000/min

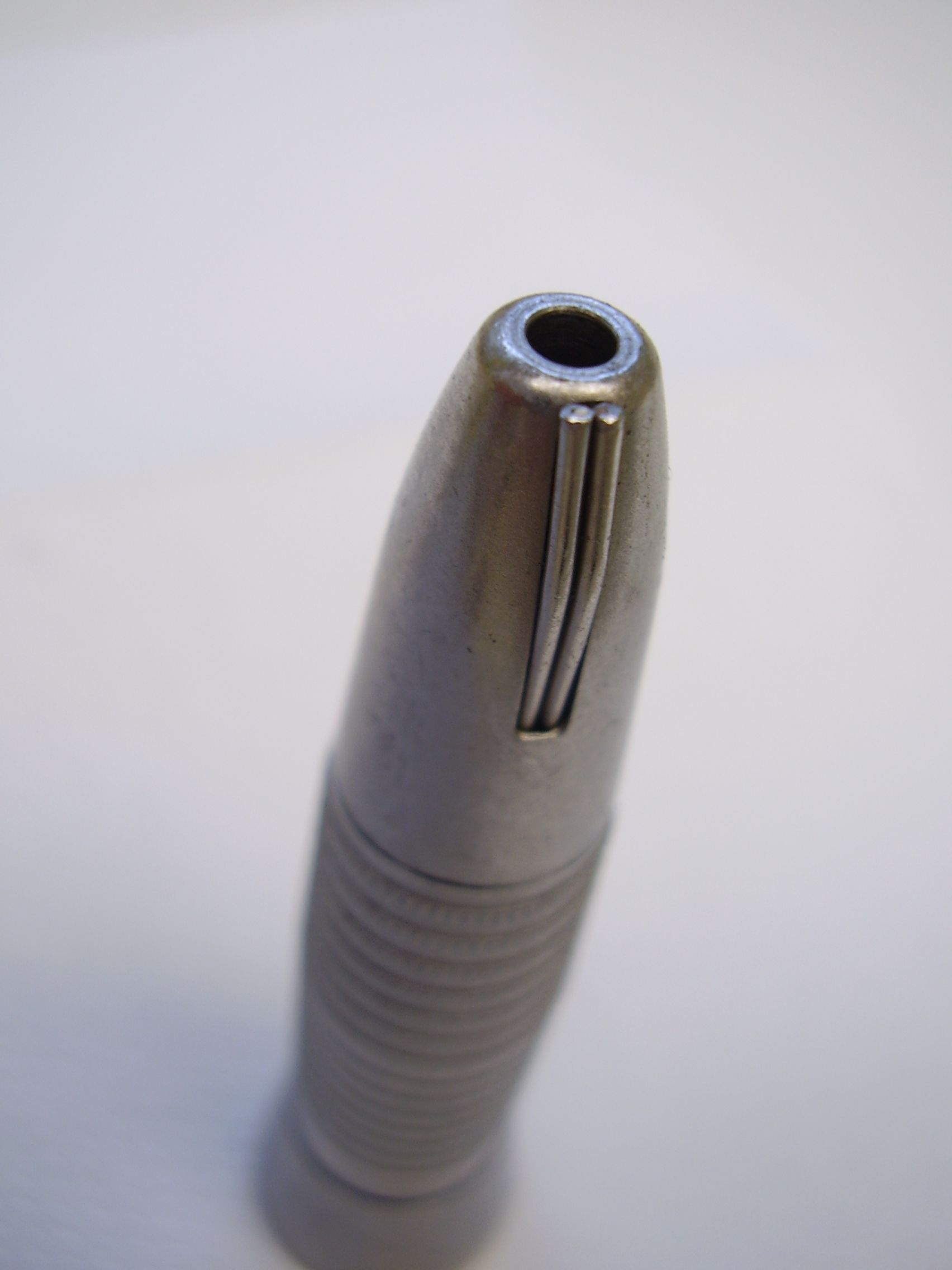
Handstück (Vorderteil)

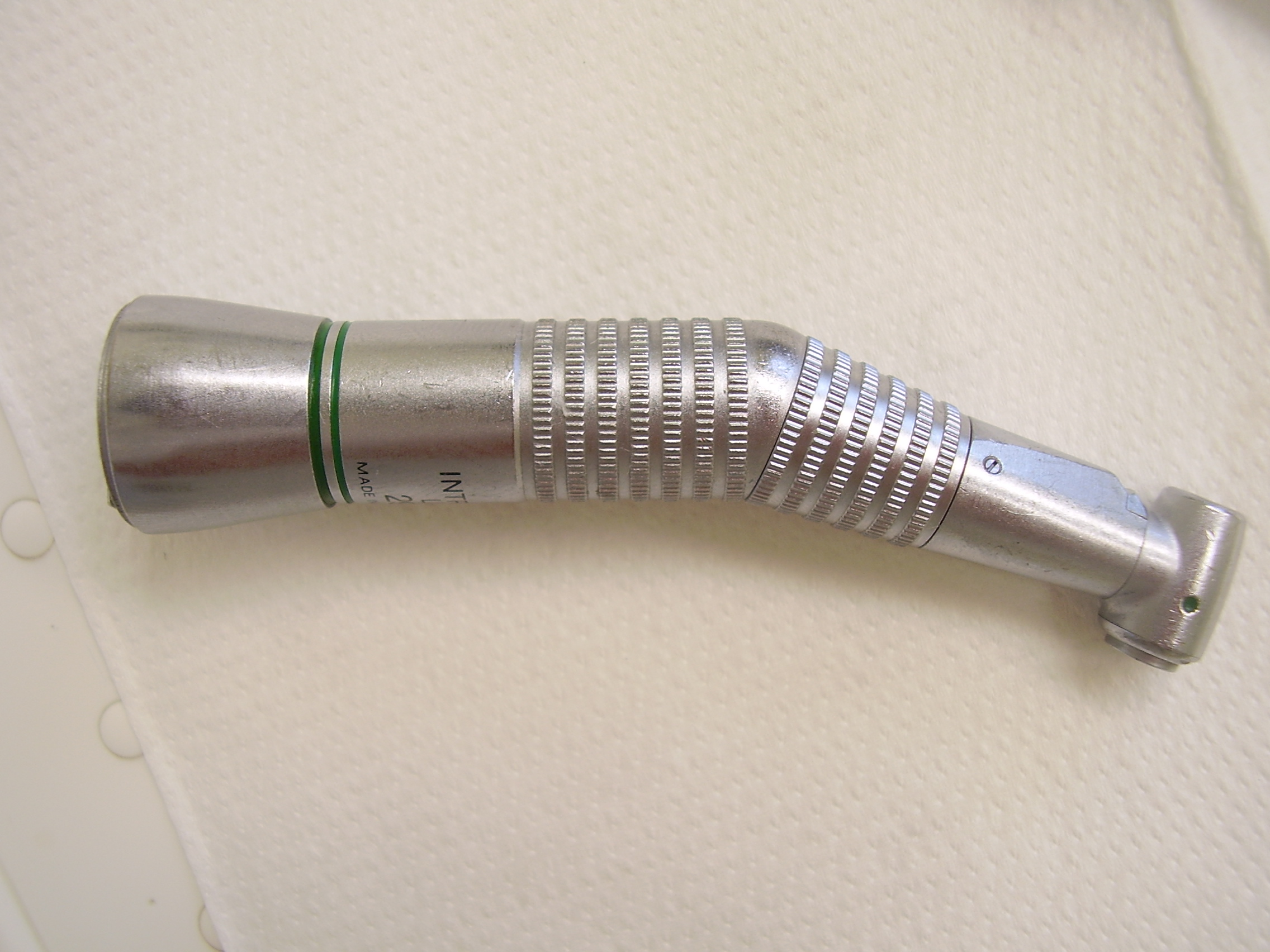
Winkelstück

Ein Handstück ist ein technisches Gerät, das als Verbindungsstück zwischen einer Bohrmaschine und rotierenden Werkzeugen dient. Das Handstück ist ein Übertragungsinstrument, mit dem eine Rotationskraft auf den Bohrer übertragen wird. Im Gegensatz zum Winkelstück stimmt die Längsachse des Handstücks (die Achse der Antriebswelle) mit der Achse des Arbeitsteils (z. B. des Bohrers) überein.
Diese Bohrer, Fräsen, montierte Schleifkörper oder Sandpapierträger werden mittels einer Spannvorrichtung (Spannfutter oder Spannzange) im Handstück befestigt und in Rotation versetzt.
Auch bei anderen technischen Geräten, ohne drehende Teile, spricht man von einem Handstück, wenn das Funktionsteil bei der Anwendung in der Hand gehalten wird, beispielsweise:
- die Optik einer Intraoralkamera
- der Griff eines Ultraschallzahnsteinentfernungsgerätes
- der Griff eines Pulverstrahlgerätes zur Zahnreinigung
- das Laserhandstück eines medizinischen Laser
- der Stiel einer Axt

## Zahnmedizin und Zahntechnik
In der Zahnmedizin werden bei der Bearbeitung von Zähnen neben geraden Handstücken (dentale Handstücke) auch abgewinkelte Instrumente verwendet, die als Winkelstück bezeichnet werden.
Handstücke gibt es auch in der Zahntechnik oder am Dremel.
Handstücke in der Zahntechnik sind besonders robust und leistungsfähig gebaut. Zahnmedizinische Handstücke sind weniger für den Einsatz im Mund des Patienten, als für die Bearbeitung von zahntechnischen Arbeiten (Kronen, Brücken, Prothesen) vorgesehen.
Die Drehzahl der Handstücke muss auf die jeweilige Arbeitsaufgabe und die Festigkeit des Werkstücks abgestimmt sein. Ebenso darf die Drehzahl nicht die Festigkeit des eingespannten rotierenden Körpers übersteigen.  Keine Probleme gibt es bei Metallfräsen, während Schleifkörper mit größerem Durchmesser oft von Seiten des Herstellers einer Drehzahlbegrenzung unterliegen.
Die meisten Handstücke arbeiten ohne Übersetzung und sind In Anlehnung an die Winkelstücke ebenso mit einem blauen Ring markiert (Firma Kavo Dental).
Sowohl die in der Zahnarztpraxis als auch die im Dentallabor gebräuchlichen Handstücke werden mit der gesamten Hand umfasst und vom Daumen geführt, um bei ausreichender Griffsicherheit genügend Kraft übertragen zu können. Hingegen werden Winkelstücke wie ein Bleistift gehalten, da weniger Kraft übertragen werden muss, aber dafür filigraner gearbeitet wird.
Schäfte für Fräsen, die für Technikhandstücke und zahnärztliche Handstücke bestimmt sind, haben einen Durchmesser von 2,35 mm, seltener 3,0 mm (ISO 104 HP = Handpiece). Die Schaftlänge darf maximal 44,5 mm betragen.
Der Antrieb erfolgt entweder durch einen Elektromotor, der sich direkt an das Handstück anschließt (Mikromotor), oder über eine biegsame Welle, die durch einen separaten, externen Antriebsmotor angetrieben wird.
Streng genommen werden nur Handstücke mit einem externen Motor und flexibler Welle als Handstück bezeichnet, während Geräte mit integriertem Motor als Handbohrmaschine bezeichnet werden. Diese Unterscheidung hat sich jedoch in der Praxis nicht durchgesetzt. Zahntechnische Handstücke sind heute ausschließlich mit integriertem Motor gestaltet, da so die mechanisch anfällige flexible Welle entfällt. Der Anlassschalter für den zahntechnischen Motor, also das „Handstück“ wird mit dem Knie betätigt. Es handelt sich um ein ca. 20 mal 30 cm große Platte, die wie ein Kippschalter betätigt wird, indem das rechte Knie seitlich (nach rechts) auf diese Platte drückt. Während des Bohrens muss dieser Knieschalter gedrückt gehalten werden. Da der Schalter einen Hub von ca. 10 cm hat, kann damit auch gleichzeitig die Drehzahl reguliert werden, wobei am Knieschalter zusätzlich ein manuell zu betätigender Regler für die maximale Drehzahl ist.
Ähnliche Handstücke werden auch von Goldschmieden und in der Fußpflege eingesetzt, ebenso von Graveuren.
Auch Augenärzte setzen Handstücke mit sehr kleinen Schleifkörpern ein, um die Cornea (Hornhaut des Auges) oberflächlich zu reinigen und zu glätten – bei Patienten, die sich eine Hornhautverletzung mit Eisensplittern zugezogen haben. Der Eisensplitter würde ansonsten rosten und der Rost würde zu Eintrübungen an der Hornhaut führen.